# Suriname nos Jogos Parapan-Americanos de 2011
Suriname participou dos Jogos Parapan-Americanos de 2011 em Guadalajara, no México.
O país enviou dois atletas, que disputaram provas do atletismo.

## Atletismo
Suriname enviou dois homens para competir no atletismo.